# Mulino Colombo
Il Mulino Colombo sul fiume Lambro è un monumento di archeologia industriale, giunto integro e completo nel suo ambiente originario nel centro di Monza. L'edificio si trova in vicolo Scuole 11.

## Storia
L'attività molitoria è stata molto diffusa in antico lungo il corso del fiume Lambro: nel XVII secolo vi si potevano contare centinaia di mulini.
Due secoli dopo i mulini erano meno di cinquanta; nella città di Monza i mulini erano almeno cinque, ma di essi questo è l'unico rimasto integro.
L'edificio, composto da due corpi di fabbrica paralleli, conserva al suo interno interessanti reperti e macchinari di arte molitoria.

Il mulino prende il nome dai suoi ultimi proprietari che nel 1987 ne fecero dono al Comune, il quale, dopo il restauro, ne ha affidato la gestione museale al Museo etnologico Monza e Brianza.